# Prawi Gemstonowie
Prawi Gemstonowie – amerykański serial telewizyjny (komedia) wyprodukowany przez Rough House Pictures, którego twórcą jest Danny McBride. Serial jest emitowany od 18 sierpnia 2019 roku przez HBO, a w Polsce dzień później na HBO Polska.

## Fabuła
Serial opowiada o rodzinie Gemstonów, teleewangelistów, których ojciec, sławny kaznodzieja, prowadzi program telewizyjny.

## Obsada

### Główna
- Danny McBride jako Jesse Gemstone[2]
- Adam DeVine jako Kelvin Gemstone[3]
- Edi Patterson jako Judy Gemstone[4]
- Tony Cavalero jako Keefe Chambers[5]
- Cassidy Freeman jako Amber Gemstone[5]
- Skyler Gisondo jako Gideon Gemstone
- Gregalan Williams jako Martin Imari
- Tim Baltz jako BJ[5]
- Dermot Mulroney jako Rev John Wesley Seasons
- Walton Goggins jako Baby Billy Freeman[6]
- John Goodman jako dr Eli Gemstone[2]

### Role drugoplanowe
- Scott MacArthur jako Scotty / The Devil
- Jody Hill jako Levi

## Odcinki
| # | Tytuł                                           | Reżyseria          | Scenariusz                                    | Premiera w HBO       | Premiera w HBO Polska |
| - | ----------------------------------------------- | ------------------ | --------------------------------------------- | -------------------- | --------------------- |
| 1 | The Righteous Gemstones                         | Danny McBride      | Danny McBride                                 | 18 sierpnia 2019     | 19 sierpnia 2019      |
| 2 | Is This the Man Who Made the Earth Tremble      | David Gordon Green | Danny McBride                                 | 25 sierpnia 2019     | 26 sierpnia 2019      |
| 3 | They Are Weak, But He Is Strong                 | David Gordon Green | Danny McBride, John Carcieri                  | 1 września 2019      | 2 września2019        |
| 4 | Wicked Lips                                     | Jody Hill          | John Carcieri, Jeff Fradley, Danny McBride    | 8 września 2019      | 9 września 2019       |
| 5 | Interlude                                       | David Gordon Green | John Carcieri, Jeff Fradley, Danny McBride    | 15 września 2019     | 16 września 2019      |
| 6 | Now the Sons of Eli Were Worthless Men          | Jody Hill          | Grant Dekernion, Danny McBride, Edi Patterson | 22 września 2019     | 23 września 2019      |
| 7 | And Yet One of You is a Devil                   | Jody Hill          | Kevin Barnett, Chris Pappas, Danny McBride    | 29 września 2019     | 30 września 2019      |
| 8 | But the Righteous Will See Their Fall           | David Gordon Green | Kevin Barnett, Chris Pappas, Danny McBride    | 6 października 2019  | 7 października 2019   |
| 9 | Better Is the End of a Thing Than Its Beginning |                    | John Carcieri, Jeff Fradley, Danny McBride    | 13 października 2019 | 14 października 2019  |

## Produkcja
Pod koniec czerwca 2018 roku poinformowano, że Danny McBride i John Goodman zagrają w serialu.
W kolejnym miesiącu ogłoszono, że Edi Patterson, Adam DeVine, Cassidy Freeman, Tony Cavalero i Tim Baltz dołączyli do obsady.
3 października 2018 roku stacja kablowa HBO zamówiła pierwszy sezon komedii.
W kwietniu 2019 poinformowano, że Walton Goggins otrzymał rolę jako Baby Billy Freeman.
W połowie września 2019, stacja HBO zamówiła drugi sezon.

## Nominacje do nagród

### Satelity
- 2020
  - najlepszy serial komediowy lub musical
  - najlepszy aktor w serialu komediowym lub musicalu – Danny McBride
  - najlepszy aktor drugoplanowy w serialu, miniserialu, serialu limitowanym lub filmie telewizyjnym – Walton Goggins[16]